# Classe Colorado
La classe Colorado è stata una classe di navi da battaglia della marina statunitense. Ordinata nel 1916, venne utilizzata estesamente durante le due guerre mondiali e nel periodo inter-guerra, per poi essere messe in riserva e finire demolite alla fine degli anni cinquanta.
La classe era costituita inizialmente da quattro unità, ma una di esse, la USS Washington (BB-47) non venne terminata per l'entrata in vigore del Trattato navale di Washington e venne varata incompleta e affondata durante dei test di artiglieria.

## USSColorado(BB-45)
La capoclasse venne impostata nel 1919 a New York, varata nel marzo 1921 e messa in servizio il 30 agosto 1923. Dopo una crociera di prova in Atlantico, dal 1924 al 1941 rimase in permanenza assegnata alla flotta del Pacifico, con base alle Hawaii, tranne alcune saltuarie assegnazioni nei Caraibi. Partecipò anche alle ricerche dell'aereo disperso di Amelia Earhart nel 1937. Sfuggita all'attacco di Pearl Harbor perché in raddobbo ai cantieri navali dello stretto di Puget, con la USS Maryland lievemente danneggiata nello stesso attacco venne inviata a San Francisco per difenderla da un eventuale attacco giapponese.
Fornì protezione alle forze Alleate nel Pacifico, specialmente nelle Figi e nelle Nuove Ebridi fino a che non furono disponibili nuove unità da battaglia e nella riconquista ed avanzata verso il Giappone venne impiegata come supporto di fuoco per gli sbarchi. In questa veste partecipò alla battaglia di Guam, a quella di Saipan ed alla battaglia del golfo di Leyte, dove il 27 novembre 1944 venne colpita da due aerei kamikaze. Dopo le riparazioni e la battaglia di Okinawa, e la resa del Giappone, venne impiegata nell'operazione Magic Carpet per il rimpatrio delle forze Alleate. Messa in riserva il 7 gennaio 1947, venne venduta per la rottamazione il 23 luglio 1959.

## USSMaryland(BB-46)
Tra il 18 agosto e il 25 settembre 1922 portò a termine il suo primo incarico ufficiale e viaggio internazionale, quando si ancorò a Rio de Janeiro per permettere al Segretario di Stato Charles Evans Hughes, accompagnato dal Comandante in Capo della marina statunitense ammiraglio Hilary P. Jones, di presenziare all'Esposizione organizzata per il centenario del Brasile. Il viaggio fu considerato anche un record, perché fu compiuto in dieci giorni e 18 ore.
La Maryland seguì periodici addestramenti, prove di tiro ed esercitazioni per tutti gli anni venti e trenta, oltre a passare per il Canale di Panama almeno una decina di volte. Nel 1940, seguendo le direttive del presidente Roosevelt, la marina statunitense si divise in Flotta dell'Atlantico e Flotta del Pacifico: la nave, che era basata a Long Beach, California, confluì in quest'ultima e prese posizione a Pearl Harbor a fianco di diverse altre corazzate. Nell'aprile del 1941 fu compresa nella 4ª Divisione Navi da Battaglia al comando dell'ammiraglio Walter S. Anderson, che alzò le sue insegne a bordo della Maryland stessa.
Il 7 dicembre 1941, giorno dell'attacco di Pearl Harbor, la Maryland era in porto ancorata tra l'Oklahoma e la banchina: questa fortuita coincidenza la salvò dai siluri che invece distrussero l'altra corazzata. Colpita da due bombe, ebbe 4 morti ma l'equipaggio riuscì ad aprire il fuoco sugli attaccanti e fu stimato che abbatté sette aerei giapponesi; in seguito prestò soccorso ai sopravvissuti. Sebbene non gravemente danneggiata, aveva imbarcato molta acqua e dovette dirigersi verso la costa per le riparazioni, che iniziarono il 30 dicembre nei cantieri dello stretto di Puget, nello Stato di Washington.
Nuovamente operativa dal 26 febbraio, fu inserita nella Task Force 1 dislocata lungo la West Cost: dopo la battaglia di Midway, alla quale non fu presente perché troppo lenta per scortare le portaerei, fu inviata nel Pacifico sudoccidentale dove compì esercitazioni per sei mesi. L'8 novembre 1942 fu assegnata al settore delle Figi per proteggere le rotte tra Stati Uniti e Australia; a febbraio 1943 tornò negli Stati Uniti, a Pearl Harbor, per lavori di ammodernamento: fu aggiunto un cannone supplementare da 40 mm.
Prese parte alla riconquista delle Gilbert nel novembre 1943, e alla campagna delle Marshall agli inizi del 1944: in queste occasioni impiegò i suoi pezzi nei bombardamenti preparatori e come appoggio alle truppe dopo che queste furono sbarcate. Nel giugno del 1944 fece parte delle Task Force statunitensi spiegate per la conquista delle Marianne e per contrapporsi a sicuri interventi navali giapponesi. Il 22 giugno, mentre bombardava le posizioni nipponiche a Saipan, fu colpita sul lato sinistro della prua da un siluro, perciò dovette rientrare a Pearl Harbor per le riparazioni, che furono completate in soli 34 giorni.
Rimessa a nuovo, partecipò alle azioni navali per la conquista delle Palau e, successivamente, alla liberazione delle Filippine, durante la quale bombardò postazioni giapponesi sulle spiagge di Leyte; il 25 ottobre era tra le navi che respinsero la marina imperiale nello Stretto di Surigao. Il 19 novembre, mentre pattugliava lo stretto, fu fatta oggetto di un attacco kamikaze che provocò la morte di 31 marinai; un secondo analogo assalto avvenne il 26 novembre, ma rimase nella zona fino al 2 dicembre quando fu costretta a fare ritorno in patria dove rimase quasi due mesi.
La Maryland riuscì a prender parte alle prime fasi della battaglia per Okinawa: inquadrata nella Task Force 54 contribuì alla preparazione presbarco, quando il 7 aprile fu nuovamente colpita da un aereo giapponese armato di una bomba da 500 libbre che andò a schiantarsi sulla torre numero 3: vi furono 53 morti tra l'equipaggio, le armi da 20 mm lì posizionate furono scaraventate via e il fianco di tribordo fu per la maggior parte devastato dallo scoppio. La corazzata incassò però il colpo, tanto che nel pomeriggio dello stesso giorno abbatté due velivoli nipponici; rimase nel settore ancora una settimana, poi si diresse ai cantieri navali dello stretto di Puget, dove rimase in riparazione da maggio ad agosto.
Sebbene riparata per l'inizio di agosto, la Maryland non fu più impiegata attivamente nel teatro del Pacifico: fino alla fine del 1945 fu adibita al rimpatrio di 8 000 soldati veterani di stanza nelle Isole Hawaii (Operazione Magic Carpet, Tappeto Magico). In seguito, tornata nello stretto di Puget, riprese servizio come parte della riserva della Flotta del Pacifico, ma non vide altre azioni di guerra. Ancorata a Bremerton, nello Stato di Washington, fu radiata dal servizio attivo il 3 aprile 1947. Rimase in disarmo fino all'estate del 1959, quando l'8 luglio fu venduta alla Learner Co. of California per la rottamazione. La corazzata Maryland, che ricevette 7 stelle di battaglia per il suo servizio ultraventennale, è ricordata da un monumento in bronzo e granito eretto nella città di Annapolis nel 1961, su iniziativa del governatore John Millard Tawes.

## USS Washington (BB-47)

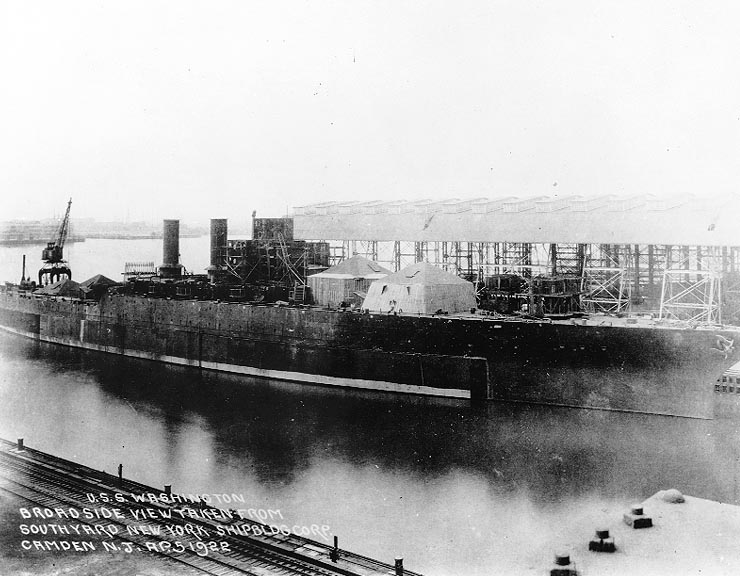
La USS Washington incompleta dopo il varo

La USS Washington (BB-47) non venne terminata per l'entrata in vigore del Trattato navale di Washington; venne varata il 1º settembre 1921 e battezzata col nuovo nome, ma l'8 febbraio 1922, due giorni dopo la firma del trattato, i lavori vennero interrotti al 79,8% del suo completamento e la nave venne affondata durante dei test di artiglieria dai proiettili da 14" della USS Texas e della USS New York, che spinsero lo stato maggiore della US Navy a considerare insufficienti le protezioni di corazzatura della classe.

## USS West Virginia (BB-48)
La USS West Virginia (hull classification symbol BB-48) è stata l'ultima corazzata della classe Colorado della marina statunitense, ordinata nel 1920.
Nell'aprile del 1941, comandata dal capitano Mervyn Bennion, fu compresa nella 4ª Divisione Navi da Battaglia al comando dell'ammiraglio Walter S. Anderson, che alzò le sue insegne a bordo della Maryland. Il 7 dicembre 1941, giorno dell'attacco di Pearl Harbor, la West Virginia era in porto ancorata all'esterno della Tennessee e la banchina F-6: Colpita da tre siluri che sfondarono la corazzatura ed almeno altri due che si infilarono negli stessi buchi prodotti dai siluri precedenti; la nave ne ricevette poi altri due dei quali uno al timone e due bombe d'aereo; uno almeno dei siluri fu lanciato da uno dei sommergibili tascabili che si erano infiltrati nella rada. Durante l'attacco perse la vita il comandante Bennion, insignito postumo della Medal of Honor. Riparata, partecipò alla Battaglia del golfo di Leyte, ad Iwo Jima ed Okinawa, fino alla vittoria degli Alleati. Posta in disarmo poco dopo la fine del conflitto, fu rottamata nel 1959.